# Schuldorf Bergstraße

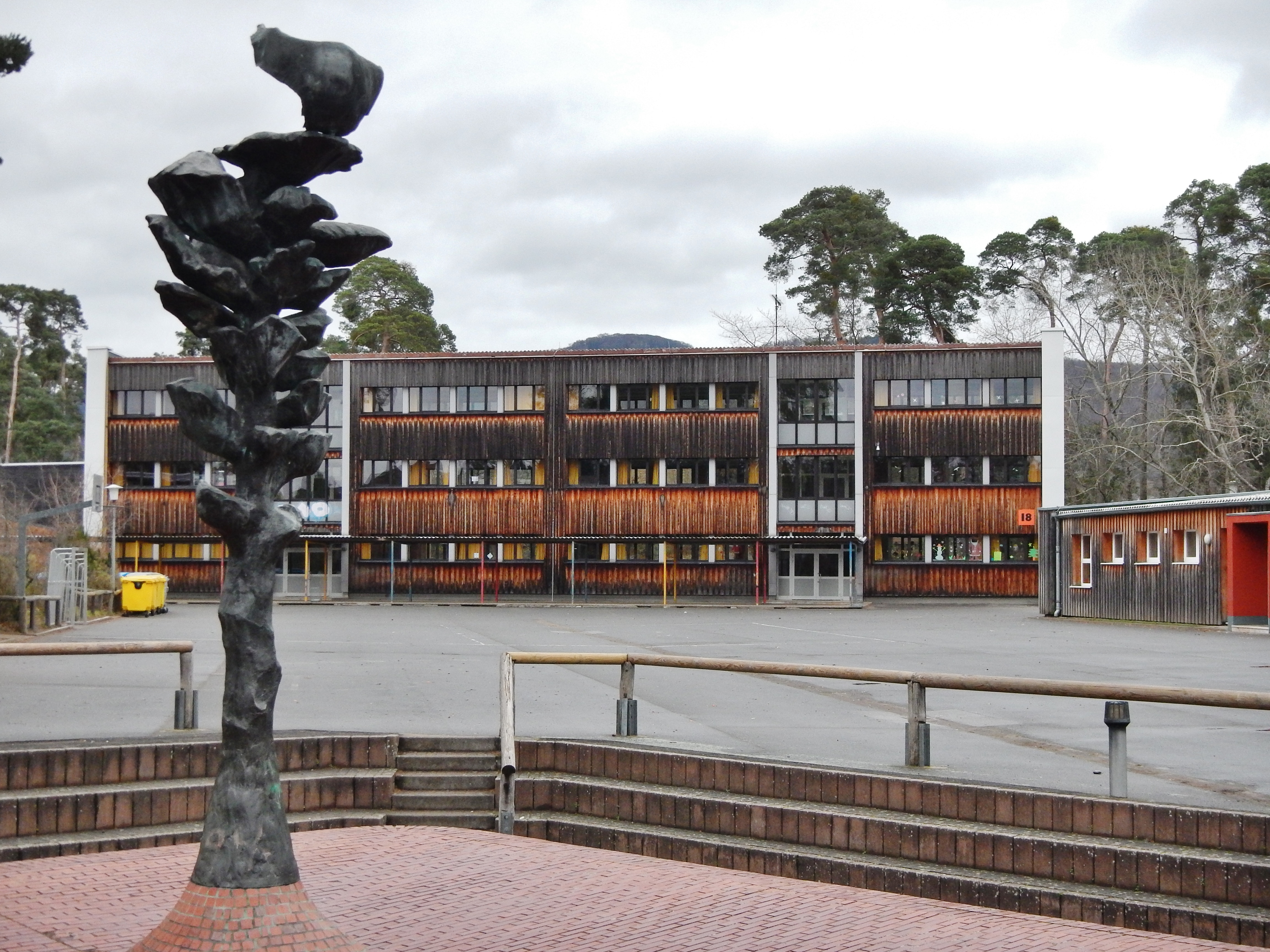
Campus Schuldorf Bergstraße (2013)

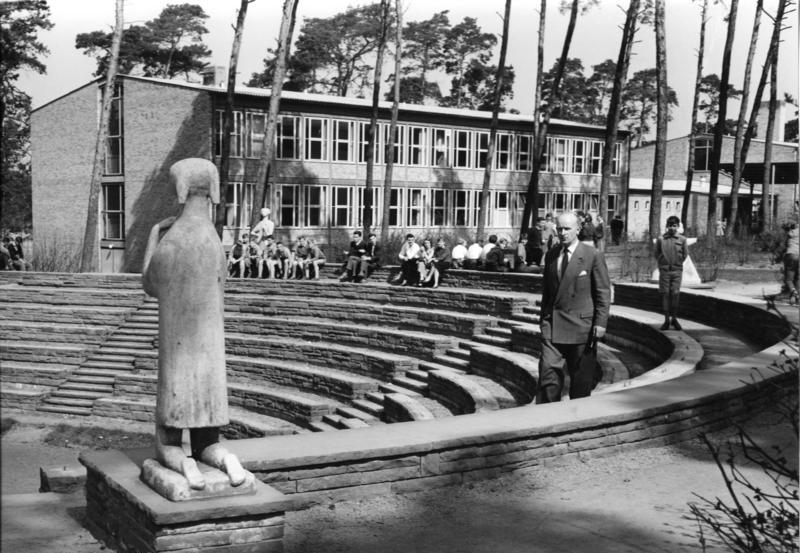
Freilichttheater (1958)

Das Schuldorf Bergstraße (kurz SBS) ist eine schulformbezogene Kooperative Gesamtschule unter der Schulträgerschaft des Landkreises Darmstadt-Dieburg in Seeheim-Jugenheim in Hessen.

## Geschichte
Die Gesamtschule wurde nach amerikanischem Vorbild der Community School auf dem noch heute existierenden Campus gebaut und am 3. Mai 1954 eröffnet. In den verstreut liegenden Gebäuden waren anfangs ein Kindergarten, Grundschule, Sonderschule, Haupt- und Realschule, das Aufbaugymnasium, eine Berufsschule und das angegliederte Internat untergebracht, in dem rund 100 Schüler lebten. Die Übergänge zwischen den Schulformen waren fließend. Das Schuldorf-Bergstraße gilt damit als die älteste Gesamtschule Deutschlands. Der Unterricht in der Oberstufe des Aufbaugymnasiums und teilweise auch in der Förderstufe der Realschule fand von Anfang an als Gruppenunterricht statt.
Die auf dem Campus gelegene Freilichtbühne wurde unter der Regie des damaligen Internatsleiters, Otto Lorenz, von den Schülern des angegliederten Internats selbst gebaut und 1957 eingeweiht. Sie wurde viele Jahre für die sommerlichen Schüleraufführungen genutzt. Ebenso ließ er von ihnen einen Tennisplatz und später noch ein inzwischen zugeschüttetes Schwimmbad anlegen.

## Aufbau
Die Europaschule hat über 2.000 Schüler und mehr als 200 Lehrer.
Die einzelnen Teile des Schuldorfs sind:
- Gymnasialzweig
- Realschulzweig
- Hauptschulzweig
- Förderschule Lernen (Dahrsbergschule)
- Grundschule
- Kindergarten
- Ganztagsbetreuung
- SISS Grundschul- und Sekundarzweig

## Verpflegung
Im Schuldorf Bergstraße gibt es seit Oktober 2022 neben den beiden bereits bestehenden Mensa-Gebäuden mit dem umgebauten Gebäude 5 ein weiteres Mensa-Gebäude mit drei Speise-Räumen und etwa 120 Sitzplätzen. Auch der bisher in Gebäude 4 untergebrachte Kiosk ist jetzt hier. Durch die Kiosknutzung ist das Gebäude von 7 bis 14 Uhr konstant besetzt. Außerhalb der Essens- und Kioskzeiten stehen die Räumlichkeiten als Veranstaltungsraum zur Verfügung.

## Sonstiges
Das Schuldorf ist in Teilen aufgrund seiner einzigartigen Anlage und Architektur seit dem Jahr 2000 als Kulturdenkmal unter Denkmalschutz gestellt. Im Sommer finden in der denkmalgeschützten Freilichtbühne ein Open Air Kino und unterschiedliche Live-Veranstaltungen mit jährlich vielen tausend Besuchern statt. Das Veranstaltungsradio Antenne Bergstraße sendet jährlich zehn Tage aus den Räumen des Schulradios. 2004 war das 50-jährige Jubiläum des Schuldorfes Thema der Sendungen.